# شركة ميتال ستيل
كانت شركة ميتال ستيل المحدودة واحدة من أكبر منتجي الصلب في العالم من حيث الحجم، كما أنها واحدة من أكبر الشركات في حجم التداول. الشركة الهندية المملوكة هي الآن جزء من آرسيلور ميتال. 
تمتلك عائلة الرئيس التنفيذي لاكشمي ميتال 88٪ من الشركة. كان مقر شركة ميتال للصلب في روتردام ولكن أدارها من لندن ميتال وابنه أديتيا. تم تشكيلها عندما استحوذت ايسبات الدولية على إل إن إم القابضة (كان كلاهما يخضع لسيطرة لاكشمي ميتال) واندمجت مع المجموعة الدولية للصلب في عام 2004. في 25 يونيو 2006، قررت شركة ميتال ستيل الاستحواذ على شركة آرسيلور، مع تسمية الشركة الجديدة آرسيلورـ ميتال. تمت الموافقة على الاستحواذ بنجاح من قبل المساهمين والمديرين في آرسيلور مما يجعل الشركة أكبر صانع للصلب في العالم.

## التاريخ
تم تشكيلها باسم ايسبات الدولية في عام 1978، في ذلك الوقت كانت جزءًا من شركة صناعة الصلب الهندية ايسبات الصناعية التي أسسها والد لاكشمي ميتال وكانت مملوكة لعائلته، ولكن في عام 1995 انفصلت عن تلك الشركة بعد خلافات مختلفة بين لاكشمي ووالده.
في عام 1989، استحوذت الشركة على شركة الحديد والصلب في ترينيداد وتوباغو. في عام 1992، استحوذت الشركة على سبالسا. في عام 1994 ، استحوذت الشركة على سيدبيك-دوسكو. في عام 1199 ، استحوذت الشركة على هامبرغ ستالويرك، التي شكلت ايسبات انترناشونال المحدودة وايسبات للشحن، واشترت أيضًا كرميت ستيل تيميرتاو، كازاخستان. في عام 1997، استحوذت الشركة على والزدراحت هوشفيلد المحدودة وستالويرك روهرورت. في عام 1997، أصبحت الشركة عامة باسم اسبات انترناشونالل المحدوة د. في عام 1998، استحوذت الشركة على شركة انلاند ستيل. في عام 1999، استحوذت على يونيميتال. في عام 2001، استحوذت على الفاصد وسيديكس.في عام 2002، اشترت حصة أغلبية في إيسكور. في عام 2003، استحوذت الشركة على Nowa Huta.
في عام 2004، استحوذت الشركة على بولسكي هوتي ستالي وبي إتش ستيل وبعض المرافق المقدونية من البلقان ستيل. في عام 2005، عينت الشركة شركةديلويت كمدققي حسابات أساسيين للشركة. في عام 2005، استحوذت الشركة على مجموعة الصلب الدولية. في عام 2005، استحوذت الشركة على كريفوريزهستال. في عام 2005، أعلنت الشركة عن استثمار 9 مليارات دولار في جهارخاند بالهند. في عام 2006، اندمجت الشركة مع آرسيلور بعد الكثير من الجدل. في عام 2006، أعلنت الشركة عن الاستثمار في مصنع للصلب بطاقة 12 مليون طن في أوديشا، الهند.

## العطاءات والاستحواذ
في أكتوبر 2005 ، استحوذت ميتال ستيل على مصنع الصلب الأوكراني كريفوريزهستال مقابل 4.8 مليار دولار في مزاد بعد بيع مثير للجدل في وقت سابق بسعر أقل بكثير إلى كونسورتيوم يضم صهر الرئيس السابق ليونيد كوتشما، والذي ألغته حكومة الرئيس فيكتور يوشينكو .
في عام 2005، طار لاكشمي ميتال إلى جهارخاند بالهند للإعلان عن استثمار بقيمة 9 مليارات دولار لبناء مصنع فولاذي جديد بطاقة إنتاجية تبلغ 12 مليون طن سنويًا.
في 27 يناير 2006، أعلنت عن عرض بقيمة 23.3 مليار دولار (18.6 مليار يورو، 12.7 مليار جنيه إسترليني) لشراء أرسيلور. في 19 أيار (مايو) 2006، زادت ميتال عرضها لشراء أرسيلور بنسبة 38.7 في المائة إلى 32.4 مليار دولار، أو 47.34 دولار للسهم (25.8 مليار يورو، 37.74 يورو للسهم الواحد). في 25 يونيو 2006، أعلنت شركة ارسيلور في اجتماع مجلس الإدارة أنها قبلت عرضًا محسّنًا آخر (50.68 دولارًا أمريكيًا أو 40.4 يورو للسهم الواحد) وأن الشركة الجديدة ستُطلق عليها الآن أرسيلور-ميتال، وبذلك أنهت بنجاح أحد عروض الاستحواذ الأكثر إثارة للجدل والأكثر شهرة في تاريخ الشركة الحديث. تعد أرسيلور-ميتال الآن أكبر صانع للصلب في العالم من حيث حجم المبيعات بالإضافة إلى الحجم، حيث تتحكم في 10٪ من إجمالي إنتاج الصلب في العالم.